# الحدود بين البرازيل والأوروغواي

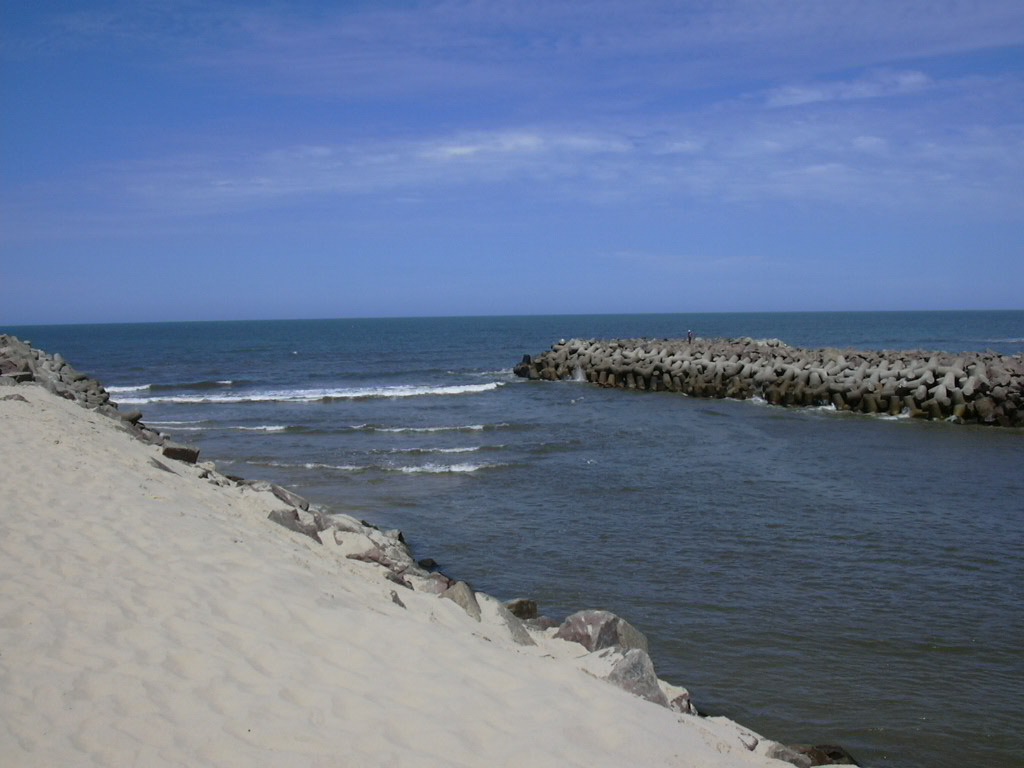
يشكل نهر تشوي الحدود بين البرازيل وأوروغواي.

الحدود بين البرازيل والأوروغواي عبارة عن شريط من الأرض يقع جنوب ولاية ريو غراندي دو سول في جنوب البرازيل. يمتد لمسافة 985 كم  من الحدود الثلاثية بين البرازيل والأرجنتين وأوروغواي غربًا إلى مصب أرويو تشوي، أقصى نقطة جنوب البرازيل.
يشكل نهر قواراي، أحد روافد نهر الأوروغواي، وتلال سانتانا خط الحدود في الجزء الغربي. تواصل الحدود إلى الشرق عن طريق نهر جاغواراو الذي يصب في لاجوا ميريم. ثم تمتد الحدود من الجزء الجنوبي من هذه البحيرة إلى نهر تشوي.
هناك منطقتان متنازع عليهما على الحدود بين البرازيل وأوروغواي، وهما الجزيرة البرازيلية وركن أرتيجاس (يتداخلان بين نهر كواراي وأرويو إينفيرنادا). تدار المنطقتان من قبل البرازيل، ومع ذلك تطالب بها أوروغواي.